# Mirzəli
Mirzəli è un comune dell'Azerbaigian situato nel distretto di Cəlilabad. Conta una popolazione di 719 abitanti.